# 鮑比·赫爾
罗伯特·马文·赫尔 OC（1939年1月3日—2023年1月30日），加拿大冰球运动员，被认为是有史以来最佳运动员之一，凭借其金发形象、滑行速度、冲刺技巧及极高的进球速度而闻名。赫尔能力强悍，致使对手往往只能跟随其后。
在其23年的职业生涯中，赫尔曾跟随芝加哥黑鹰、温尼伯喷气机及新英格兰捕鲸船等球队参加过国家冰球联盟及世界冰球协会等组织的各大赛事。赫尔曾两次被评为国家冰球联赛最有价值球员而获得哈特紀念獎，以及三次在国家冰球联赛中成为最高得分王而获颁阿特·羅斯獎。1976年至1978年，赫尔带领温尼伯喷气机打入AVCO世界杯冠军赛。
赫尔共成为国家冰球联赛得分王六次以及世界冰球联赛中得分王一次，以及两次被评为世界冰球联赛最有价值球员。他分别于1983年及1997年被入选冰球名人堂和安大略省体育名人堂，并于2003年获得韦恩·格雷茨基国际大奖。2017年，霍尔被列入国家冰球联盟100位最佳球员。
另一方面，霍尔亦被指控实施家暴以及公开支持阿道夫·希特勒。

## 早年生活
霍尔生于1939年1月3日，父亲在一家水泥厂工作。赫尔最开始在贝尔维尔参加幼儿冰球项目，后于1954年秋加入伍德斯托克勇士队，随队参加B级青少年冰球赛事。1955年，赫尔带领伍德斯托克勇士获得安大略省冠军，代表该省参加萨瑟兰杯，此后先后效力于安大略省冰球联盟的高尔特黑鹰和圣凯瑟琳斯帐篷。1957年，18岁的赫尔正式加入芝加哥黑鹰，

## 球员生涯

### 国家联赛时期

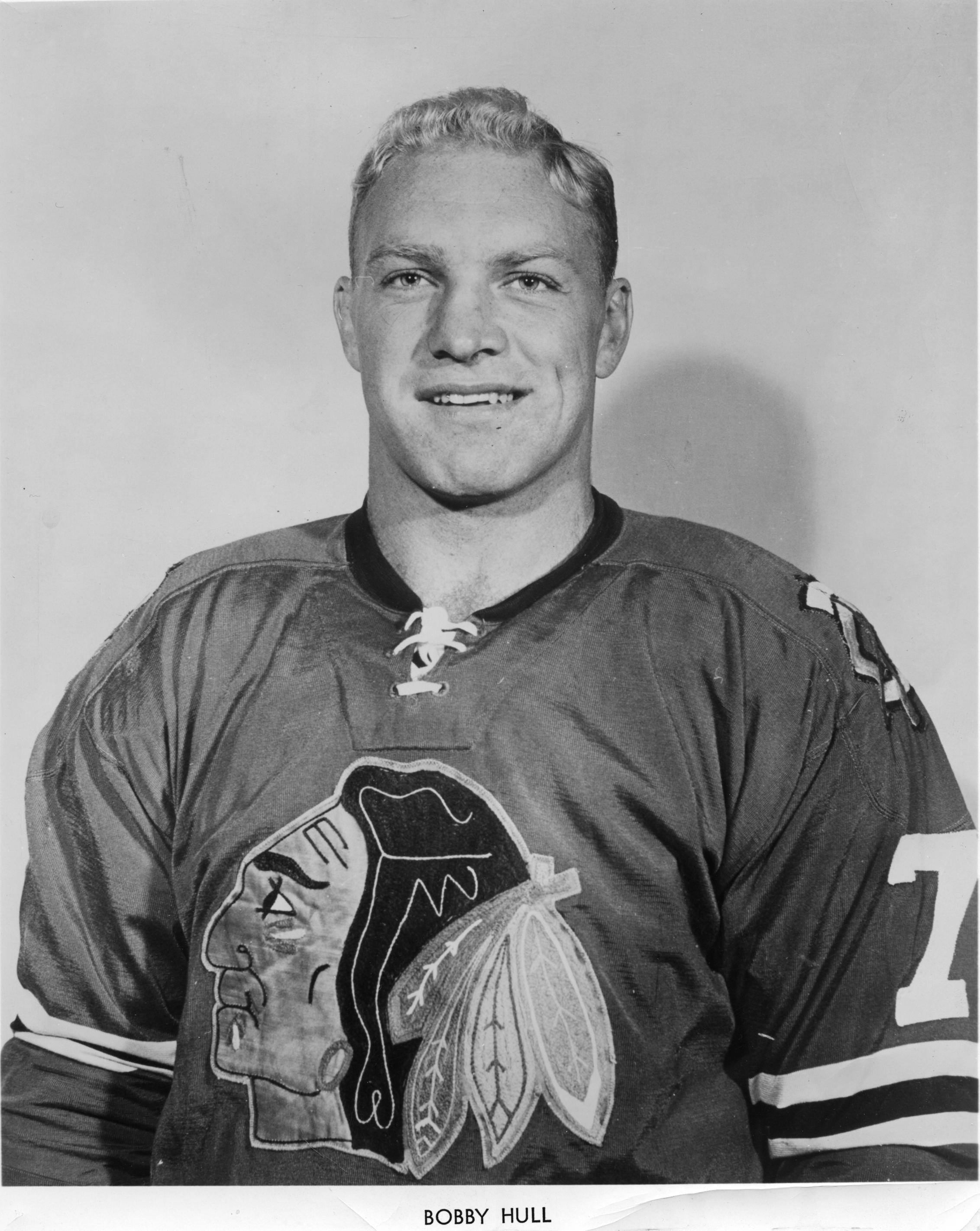
1968年穿着芝加哥黑鹰队服的赫尔

赫尔加入国家冰球联盟的第一年便在考尔德纪念奖的投票中位列第二。起初赫尔在芝加哥黑鹰中的球员号码是16号和7号，后来为了纪念儿时的偶像戈迪·豪而改为9号。
赫尔分别在1959–60赛季、1961—62赛季及1965—66赛季中三次同时夺得进球王和得分王两项称号。1961年，赫尔带领黑鹰打入斯坦利杯总决赛。
1966年3月12日，赫尔超过馬里斯·理查德和伯尼·杰夫里恩，成为第一个于单个国家冰球联赛赛季内进球数超过50的球员，而此前赫尔为自己定下的目标为50个。赫尔的第51个进球为在芝加哥体育场对战紐約遊騎兵的切萨雷·马尼亚戈时拿到，赢得现场球迷为时7分钟的站立鼓掌。最终赫尔在本赛季中拿下54个进球，并在同年一共取得97分，打破迪基·摩尔于7年前创下的单季96分的纪录。而此项纪录则于次年被赫尔的队友斯坦·米基塔追平，并于三年后被菲爾·艾斯波西多打破。在赫尔的带领下，黑鹰队于1960年代七次成为得分最多的球队。在1968–69赛季中，赫尔打破由自己创下的纪录，获得职业生涯中的最高分107分，惟黑鹰队最终被淘汰，无缘季后赛。截止1971–72赛季，赫尔总共五次在单个赛季中打出超过50个进球。
根据记录，赫尔强打击出的球时速最高可达118.3英里，其滑行时速则可达29.7英里。分析认为赫尔的腕力击球比其强打难度更大。

### 世界联赛时期
虽然赫尔在国家联赛中表现不俗，但其薪资却一直较低，赫尔也长期怀有不满。1972年世界冰球联赛开始前，温尼伯喷气机向赫尔发出邀请，赫尔开玩笑称要求对方开出在当时堪称天价的100万美元薪资。鉴于国家板球联盟与世界板球联盟存在竞争关系，喷气机队老板本·哈特斯金认为签下赫尔将能直接为世界板球联盟带来信誉。在聚集其他球队老板进行筹资后，哈特斯金同意了赫尔的要求，与赫尔签下了一份为期10年、价值175万美元的合同，并额外给予赫尔100万美元的签约奖金。其后赫尔受到国家板球联盟起诉，导致未能参加加入喷气机队之后的第一场比赛，但他不久后便在1972—73赛季及1974—75赛季中成为最有价值球员并获颁戈迪·豪奖杯。1970年代，由赫尔与瑞典球员安德斯·赫德伯格和乌尔夫·尼尔森组成的锋线阵营成为当时实力最强的阵营之一，两次带领喷气机队打入Avco世界杯。其中赫尔在1974—75赛季中打入77球，创下职业生涯新纪录，同时在65次助攻中获得142分，落后领衔球员5分。在参加过一半以上赛程的五个世界联赛赛季中，赫尔一共四次打进50球及获得100分。
由于加入了世界冰球联盟，赫尔代表加拿大国家男子冰球队参加1972年巅峰大赛的资格被剥夺。1974年，赫尔与其他世界冰球联盟顶级球员（包括当时已经退休的戈迪·豪）参加了当年的巅峰大赛，对阵苏联国家队。赫尔在该场比赛中打入7球，但最终世界板球联盟以四胜一负（另有三场平局）被淘汰。在1976年的{link-en|加拿大杯|Canada Cup}}中，赫尔跟随加拿大队上场，虽然只打出5个进球和3次助攻，但仍被评为该队关键球员。

### 鲍比·赫尔规则
1960年代，赫尔及队友斯坦·米基塔曾掀起过一阵“香蕉球棒”热潮，即将球棒末端制成弯曲状。然而由于这种球棒会使球的轨迹难以预测，从而给守门员带来潜在危险，以赫尔为代表的球员开始提出对这种球棒的使用加以限制。后来球棒末端的弯曲弧度被规定在0.5英寸（13 mm）至0.75英寸（19 mm）之间，1970年，规定进一步调整至0.5英寸（13 mm），而如今国家板球联盟的规定则为0.75英寸（19 mm）。

### 职业生涯后期与退役
由于受到伤病及年龄增长的影响，赫尔的速度渐渐变慢，在1978—79赛季的世界联赛中，赫尔只参加了几场比赛。1979年，世界板球联赛与国家板球联赛合并，已经退役的赫尔再次代表喷气机队出场，在为该队打了18场比赛之后，赫尔被交易到新英格兰捕鲸船，与戈迪·豪并肩作战，并在此后的9场比赛中交出2个进球和5次助攻之后再次宣布退役，以照顾因车祸受伤的搭档。
1981年9月，纽约游骑兵教练赫伯·布魯克斯尝试劝说42岁的赫尔重返赛场，以与其之前在喷气机队的队友赫德伯格和尼尔森重聚，赫尔最初表示同意，但在接下来的五场表演赛中，赫尔只打出一个进球及一次助攻，双方同时决定决定放弃重返计划。此次表演赛是赫尔参加的第二场游骑兵表演赛。第一场是在1959年，当时赫尔刚刚在前一年春天的比赛中落选季后赛，而游骑兵队和波士顿棕熊正好被派往欧洲举办巡回演出，作为新星的赫尔和埃迪·沙克被加进了游骑兵队的巡回赛名单中，两人在23场巡回赛中各打进14球。

## 退役后
1978年，赫尔进入加拿大勋章授勋部门工作。在赫尔入选名人堂后，他的9号球衣也正式从黑鹰队和喷气机队退役。后来赫尔的儿子布雷特加入喷气机的后继球队亞利桑那土狼，9号球衣被重新起用，以示对赫尔的纪念。而赫尔的同意下，如今的9号球衣由温尼伯喷气机的特许经营球队球员埃文德·凯恩穿着。
2003年，2004—05赛季的国家板球联赛因故停赛，国家板球联盟提议临时组织一场世界联赛，并计划指定赫尔作为挂名负责人。但提议最终未能实行，国家板球联盟随后简单举办了几个低级别联赛以及几场未经批准的二级联赛。其后赫尔在2021-22赛季的部分时间里担任黑鹰队大使，直到他提出不愿再负责任何球队相关工作。

## 个人生活

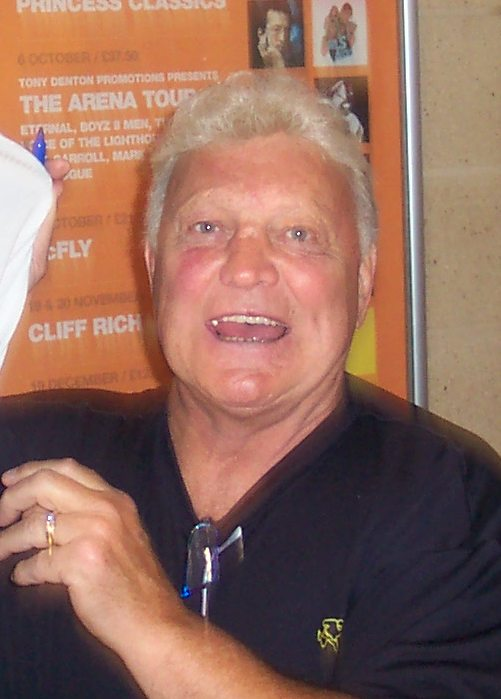
2006年的赫尔

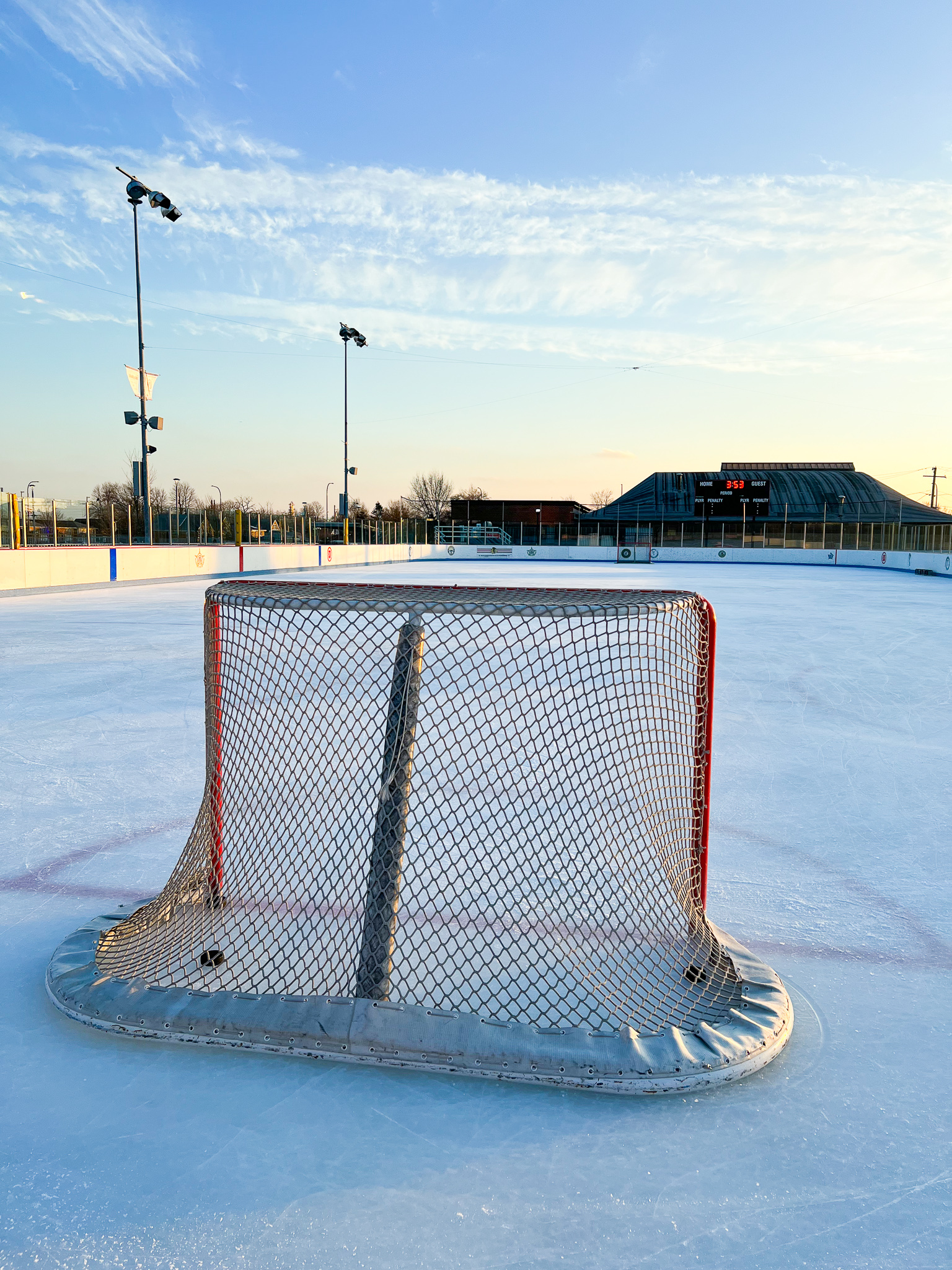
鲍比·赫尔溜冰场，位于西塞罗

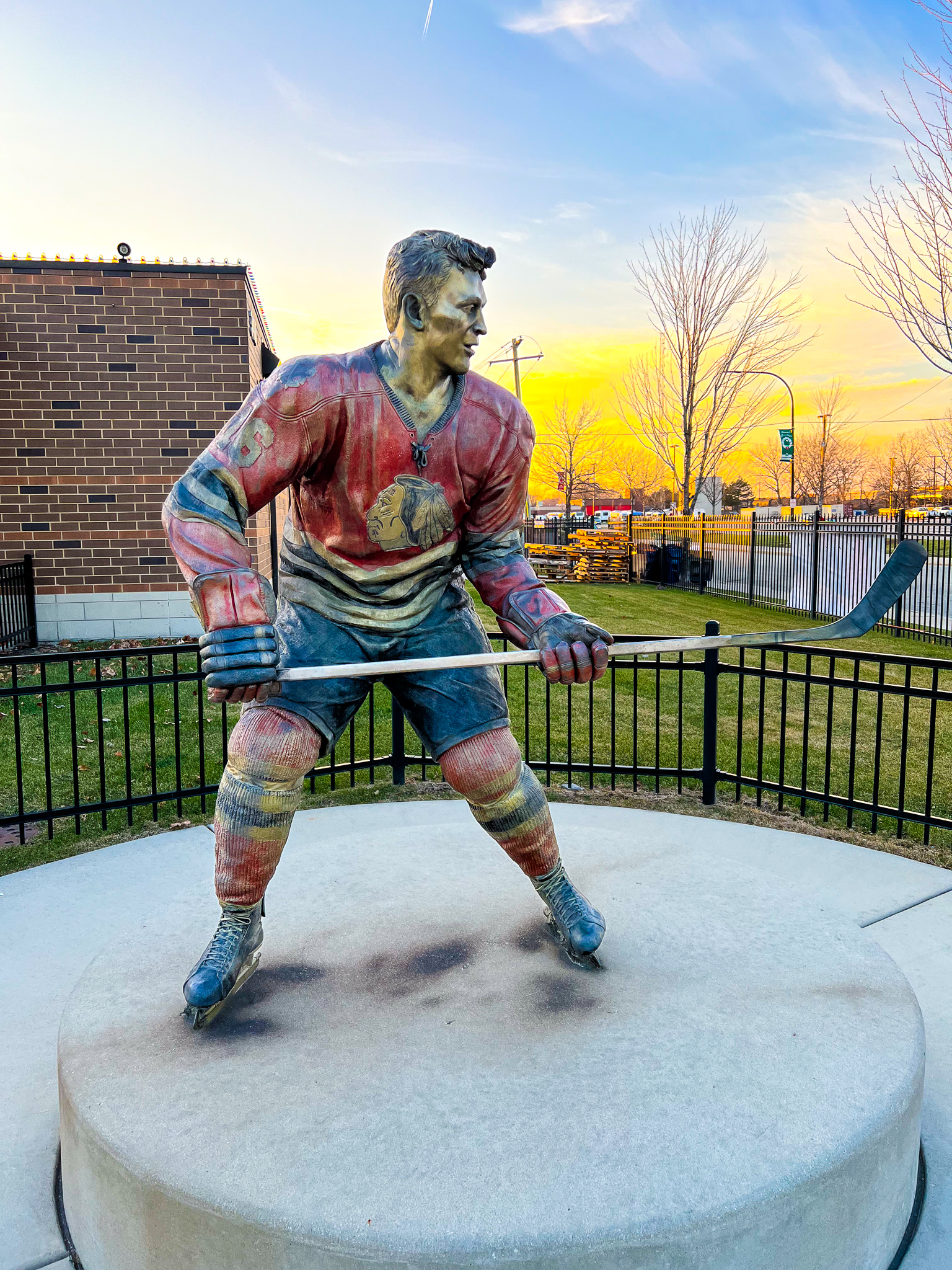
鲍比·赫尔溜冰场中赫尔的雕像

赫尔的弟弟丹尼斯也是一名冰球运动员，曾与赫尔一同效力芝加哥黑鹰，并打了八个赛季，一共获得300多分。一些评论人士经常将两人拿来对比，探讨二人当中谁的射球技巧难度更大。1972年，赫尔因签约世界冰球联盟而无法参与当年的巅峰大赛，丹尼斯起初打算抵制该赛事以示对赫尔的支持，但在赫尔的劝说下决定继续留队。
赫尔曾与乔安妮·麦凯结婚，但因为婚后的赫尔数次实施家暴，两人最终于1980年离婚
1986年，赫尔因涉嫌在争吵过后殴打其第三任妻子黛博拉而被逮捕，惟最终诉讼被黛博拉撤回。
赫尔曾与一位名叫克劳迪娅·艾伦的女性有过恋情，但两人并未结婚。1980年，艾伦在一次车祸中受伤，赫尔特地从新英格兰捕鲸船退役，以便照顾艾伦。
1998年，赫尔被指在接受莫斯科时报采访时发表支持纳粹主义言论。根据媒体引述，赫尔认为希特勒“确实拥有一些不错的想法，只不过是做得太过而已”。随后赫尔否认自己曾称赞希特勒，表示是媒体夸大了事实。此次事件后来受到加拿大新闻讽刺节目《这个小时有二十二分钟》的模仿，节目中里克·默瑟表示是媒体错误引用了赫尔的言论，而赫尔原本说的是“西特勒（指加拿大冰球运动员达里尔·西特勒）拥有一些好主意”。
赫尔的儿子布雷特也是一名冰球手，在整个国家联赛生涯中总共取得741个进球，位居所有球员中的第五位。 2005年，布雷特在代表亚利桑那土狼上场时重新穿上赫尔的9号球衣，并打完了职业生涯中的最后五场比赛。
布雷特的弟弟巴特是博伊西州立大学野马足球队的跑卫，曾跟随该队对阵渥太華剽騎兵、萨斯喀彻温骑兵及加拿大加式足球聯盟，另外还曾在伤病复发前参加过一个赛季的室内足球。退役后，巴特曾短暂加入愛達荷虹鱒魚冰球俱樂部。
赫尔还有两个儿子，分别名叫小鲍比和布雷克，也都曾参加过青少年级别及成人级别的冰球赛事。小鲍比于1980年时跟随康沃尔皇家冰球队夺得过国家冰球联盟纪念杯冠军。1987年，小鲍比和布雷克共同上阵，参加了当年的安大略省冰球联盟甲级联赛。
赫尔的女儿米歇尔起初是一名花样滑冰运动员，曾在11岁时斩获英国哥伦比亚新手预选赛冠军。后来米歇尔因膝盖多次受伤而放弃滑冰，改为从事律师行业。米歇尔的妈妈则是曾经受到赫尔虐待的乔安妮·麦凯，母亲的经历促使米歇尔最终选择与曾经受过虐待的妇女一起工作。
伊利诺伊州西塞罗地方政府以赫尔的名义建立了一座溜冰场，向公众开放溜冰课程、高中冰球比赛等活动。
2023年1月30日，赫尔于伊利诺伊州惠顿的家中逝世，去世消息由布雷特通过聖路易斯藍調的Twitter账号公布。

## 职业生涯数据

### 常规赛季及附加赛
| 1954–55      | 圣凯瑟琳斯帐篷 | 安大略省联赛 | 6     | 0   | 0   | 0     | 0   | —   | —  | —  | —   | —   |
| 1955–56      | 圣凯瑟琳斯帐篷 | 安大略省联赛 | 48    | 11  | 7   | 18    | 79  | 6   | 0  | 2  | 2   | 9   |
| 1956–57      | 圣凯瑟琳斯帐篷 | 安大略省联赛 | 52    | 33  | 28  | 61    | 95  | 13  | 8  | 8  | 16  | 24  |
| [1957–58     | 芝加哥黑鹰     | 国家联赛     | 70    | 13  | 34  | 47    | 62  | —   | —  | —  | —   | —   |
| 1958–59      | 芝加哥黑鹰     | 国家联赛     | 70    | 18  | 32  | 50    | 50  | 6   | 1  | 1  | 2   | 2   |
| 1959–60      | 芝加哥黑鹰     | 国家联赛     | 70    | 39  | 42  | 81    | 68  | 3   | 1  | 0  | 1   | 2   |
| 1960–61      | 芝加哥黑鹰     | 国家联赛     | 67    | 31  | 25  | 56    | 43  | 12  | 4  | 10 | 14  | 4   |
| 1961–62      | 芝加哥黑鹰     | 国家联赛     | 70    | 50  | 34  | 84    | 35  | 12  | 8  | 6  | 14  | 12  |
| 1962–63      | 芝加哥黑鹰     | 国家联赛     | 65    | 31  | 31  | 62    | 27  | 5   | 8  | 2  | 10  | 4   |
| 1963–64      | 芝加哥黑鹰     | 国家联赛     | 70    | 43  | 44  | 87    | 50  | 7   | 2  | 5  | 7   | 2   |
| 1964–65      | 芝加哥黑鹰     | 国家联赛     | 61    | 39  | 32  | 71    | 32  | 14  | 10 | 7  | 17  | 27  |
| 1965–66      | 芝加哥黑鹰     | 国家联赛     | 65    | 54  | 43  | 97    | 70  | 6   | 2  | 2  | 4   | 10  |
| 1966–67      | 芝加哥黑鹰     | 国家联赛     | 66    | 52  | 28  | 80    | 52  | 6   | 4  | 2  | 6   | 0   |
| 1967–68      | 芝加哥黑鹰     | 国家联赛     | 71    | 44  | 31  | 75    | 39  | 11  | 4  | 6  | 10  | 15  |
| 1968–69      | 芝加哥黑鹰     | 国家联赛     | 74    | 58  | 49  | 107   | 48  | —   | —  | —  | —   | —   |
| 1969–70      | 芝加哥黑鹰     | 国家联赛     | 61    | 38  | 29  | 67    | 8   | 8   | 3  | 8  | 11  | 2   |
| 1970–71      | 芝加哥黑鹰     | 国家联赛     | 78    | 44  | 52  | 96    | 32  | 18  | 11 | 14 | 25  | 16  |
| 1971–72      | 芝加哥黑鹰     | 国家联赛     | 78    | 50  | 43  | 93    | 24  | 8   | 4  | 4  | 8   | 6   |
| 1972–73      | 温尼伯喷气机   | 世界联赛     | 63    | 51  | 52  | 103   | 37  | 14  | 9  | 16 | 25  | 16  |
| 1973–74      | 温尼伯喷气机   | 世界联赛     | 75    | 53  | 42  | 95    | 38  | 4   | 1  | 1  | 2   | 4   |
| 1974–75      | 温尼伯喷气机   | 世界联赛     | 78    | 77  | 65  | 142   | 41  | —   | —  | —  | —   | —   |
| 1975–76      | 温尼伯喷气机   | 世界联赛     | 80    | 53  | 70  | 123   | 30  | 13  | 12 | 8  | 20  | 4   |
| 1976–77      | 温尼伯喷气机   | 世界联赛     | 34    | 21  | 32  | 53    | 14  | 20  | 13 | 9  | 22  | 2   |
| 1977–78      | 温尼伯喷气机   | 世界联赛     | 77    | 46  | 71  | 117   | 23  | 9   | 8  | 3  | 11  | 12  |
| 1978–79      | 温尼伯喷气机   | 世界联赛     | 4     | 2   | 3   | 5     | 0   | —   | —  | —  | —   | —   |
| 1979–80      | 温尼伯喷气机   | 国家联赛     | 18    | 4   | 6   | 10    | 0   | —   | —  | —  | —   | —   |
| 1979–80      | 新英格兰捕鲸船 | 国家联赛     | 9     | 2   | 5   | 7     | 0   | 3   | 0  | 0  | 0   | 0   |
| 国家联赛总计 | 国家联赛总计   | 国家联赛总计 | 1,063 | 610 | 560 | 1,170 | 640 | 119 | 62 | 67 | 129 | 102 |
| 世界联赛总计 | 世界联赛总计   | 世界联赛总计 | 411   | 303 | 335 | 638   | 183 | 60  | 43 | 37 | 80  | 38  |

## 主教练数据
| 球队         | 年份         | 常规赛季 | 常规赛季 | 常规赛季 | 常规赛季 | 常规赛季 | 常规赛季       | 附加赛                 |
| 球队         | 年份         | 进球     | 胜场     | 负场     | 平局     | 得分     | 名次           | 结果                   |
| ------------ | ------------ | -------- | -------- | -------- | -------- | -------- | -------------- | ---------------------- |
| 温尼伯喷气机 | 1972–73      | 78       | 43       | 31       | 4        | 90       | 西方国家第二名 | 在Avco杯决赛中被淘汰   |
| 温尼伯喷气机 | 1973–74      | 78       | 34       | 39       | 5        | 73       | 西方国家第四名 | 在四分之一决赛中被淘汰 |
| 温尼伯喷气机 | 1974–75      | 13       | 4        | 9        | 0        | 8        | 退休           | —                      |
| 世界联赛总计 | 世界联赛总计 | 169      | 81       | 79       | 9        | —        | —              | 2次季后赛上场          |